# Debian Alioth
Debian Alioth es un sistema de instalación en GForge en 2003 por el Proyecto Debian para desarrollar el software libre y documentación libre, especialmente software o documentación para hacer con Debian.
La mayoría de los proyectos alojados por Alioth son empaquetamientos de software existentes en formato .deb. Sin embargo hay algunos proyectos notables recibidos, no provenientes de Debian, como el proyecto de Acceso de Escáner Ahora Fácil.
Alioth fue originalmente alojado en SourceForge; GForge fue escogido después como evitando la necesidad de duplicar el esfuerzo gastado en el nuevo reposicionamieto de marcación de 'SourceForge'.

## Historia
Alioth había sido anunciado en marzo de 2003.
Originalmente, Alioth iba a estar alojado en la base de código de SourceForge; la versión de software libre de GForge se eligió más tarde, ya que evitaba la necesidad de duplicar el esfuerzo gastado en cambiar la marca de SourceForge
Desde 2009, Alioth ha estado ejecutando un descendiente de GForge llamado FusionForge.
En 2018, Alioth fue reemplazada por una solución basada en GitLab alojada en salsa.debian.org. Alioth finalmente se apagó en junio de 2018.
Los administradores de Alioth han incluido a Raphaël Hertzog y Roland Mas.